# المزايا النفسية لألعاب البناء
تعد لعبة البناء مفيدة لبناء المهارات الاجتماعية وبناء الثقة في الآخرين لأنها تمثل مهمة تضافرية يجب أن يتضافر فيها الأفراد من أجل إنهاء المهمة، وبناء شيء من اللغو على سبيل المثال. وقد ظهر هذا التأثير في طلاب المدارس الثانوية.
وللأطفال على وجه الخصوص، فإن الأطفال الذين يقومون بإكمال النماذج باستخدام ألعاب قطع البناء لديهم قدرة تفكير مرئي أكبر من الأطفال الذين لا يكملون هذه النماذج. كما أن قدرة التفكير المكاني تتوقع كذلك كيفية إتمام النماذج.
كما أن لعبة البناء مفيدة كذلك للتعامل مع الأطفال المصابين بالتوحد حيث يندمج الطفل والمجموعة أثناء اللعب بقطع البناء. وقد تم تشجيع الأطفال الذين لعبوا باستخدام قطع البناء على بدء تواصل اجتماعي مع الأطفال من عمرهم، كما تمكنوا من الحفاظ على التواصل مع هؤلاء الأطفال وتحمله، بالإضافة إلى أن الأطفال المصابين بالتوحد كذلك كانت لديهم القدرة على تجاوز عوائق الانطواء والتميز بالتنظيم الشديد.